# Giuseppe Verdi
Giuseppe Fortunino Francesco Verdi (Le Roncole pokraj Parme, 10. listopada 1813. – Milano, 27. siječnja 1901.), talijanski skladatelj. Bio je vodeći talijanski operni autor 19. stoljeća, a svojim se djelima uspješno nadovezao na stvaralaštvo Rossinija, Donizettija i Bellinija uz, dakako, jasnu stvaralačku individualnost. Međunarodnu reputaciju stekao je operom Nabucco u kojoj patriotske ideje zaodijeva u povijesni sadržaj. Nastojao je uskladiti tradicionalnu talijanski "muzičku operu" s dramskim tekstom te pridaje sve veću važnost literarnoj vrijednosti libreta. Vrhunac dostiže operama Rigoletto, Trubadur i Travijata. Za ruskoga cara napisao je operu Moć sudbine, a premijeri u Sankt-Peterburgu 1862. nazočio je i sam car. Utjecaj francuske opere u njegovim se djelima naročito očituje u skladateljskom osmišljavljanju masovnih scena. Svoj drugi vrhunac dostigao je 1871. operom Aida: ta je opera praizvedena 1871. u Kairu u povodu otvaranja Sueskoga kanala. U 73. godini života, Verdi je skladao Otella (1887.), a Falstaffa u osamdesetoj. S Verdijevih dvadeset i osam opera talijanska je romantička opera dosegnula vrhunac, a Verdija se i danas smatra jednim od najpopularnijih i najutjecajnijih opernih skladatelja svih vremena. U Zadru je postojalo kazalište koje je nosilo njegovo ime – Teatro Verdi.

## Životopis

### Djetinjstvo
Giuseppe Verdi rođen je 9. ili 10. listopada 1813. u selu Le Roncole, u blizini Busseta, koje je u to vrijeme bilo dijelom Prvog Francuskog Carstva. Roditelji su mu bili Carlo Giuseppe Verdi, gostioničar, i Luigia Uttini, prelja. U matičnoj knjizi krštenih Verdi se navodi kao "jučer rođen", ali budući da se često smatralo da dani počinju zalaskom sunca, to je moglo značiti ili 9. ili 10. listopada. Sam Verdi uvijek je slavio rođendan 9. listopada, slijedeći majčin primjer.

### Školovanje i stvaralaštvo
Verdi je glazbenu naobrazbu započeo u Bussetu, gdje je djelovao kao orguljaš i skladatelj prigodnih skladbi. S 19 godina neuspješno se pokušao upisati na Konzervatorij u Milanu, pa je pohađao privatne sate kompozicije kod Vincenza Lavigne. Neko vrijeme ravnao je glazbenim životom Busseta, no nakon uspješnoga debija u milanskoj Scali operom Oberto, grof San Bonifacia (tal. Oberto, conte di San Bonifacio, 1839.) djelovao je uglavnom u Milanu. Operom Nabucco (1842.), koja rodoljubne ideje zaodijeva u povijesno ruho, započeo je strelovit proboj na talijanskim opernim pozornicama, koji je kulminirao velikim uspjehom opera Rigoletto (1851.), Trubadur (tal. Il trovatore, 1853.) i La traviata (1853.). Međunarodnu slavu učvrstio je inozemnim narudžbama, posebice za Aidu (1871.) povodom otvorenja Sueskoga kanala. Kao pristaša risorgimenta te glazbeni konzervativac i protivnik utjecaja simfonijske glazbe na operu, pomalo razočaran političkim i estetičkim prilikama u Italiji, gdje je ojačala kozmopolitska glazbena kultura, Verdi se djelomice povukao iz javnoga života i manje skladao. Ipak, posljednje su mu dvije opere – Otello i Falstaff – izrazito inovativne.
S iznimkom malobrojnih komornih i vokalnih skladbi te Rekvijema (1874.), koji unatoč opernomu karakteru odlikuju polifonski postupci i strukturna kohezija, Verdi je isključivo operni skladatelj te i danas velik dio repertoara opernih kuća čine njegove opere. Odlikuje ih neposredan ritam, jednostavniji harmonijski jezik te naglašena izražajnost melodije, oblikovanje koje na razini pojedinih opera pokazuje visok stupanj jedinstva. Zahtjevan u radu s libretistima, Verdi je bio sklon predlošcima velikih dramatičara poput Williama Shakespearea i Friedricha Schillera te neprestanomu traženju novih rješenja, zbog čega niz od 26 opera očituje raznoliku razvojnu putanju.
Verdijevo stvaralaštvo može se podijeliti u tri faze. U prvoj (1839. – 1853.) nadovezuje se na tradiciju, ponajviše Gaetana Donizettija, proširujući i nadograđujući načelo izgradnje opere nizanjem brojeva te zamagljujući njihove formalne obrise. Uz zbor kao nositelja kolektivnih težnji, naglasak je pretežno na pojedincima (koji najčešće formiraju ljubavni trokut) i njihovoj glazbenoj karakterizaciji, a važnu ulogu pritom imaju ansambli. Verdi je poduzeo i korake prema realizmu, posebice u Traviati, glavna junakinja koje je prostitutka. Drugu fazu (1853. – 1871.) obilježava odlučujući utjecaj francuske velike opere, ponajviše u Sicilijanskim večernjama (fr. Les Vêpres siciliennes, 1855.) i Don Carlosu (1867., revidiran 1884.), praizvedenima u Parizu na francuskom jeziku, ali i u Krabuljnom plesu (tal. Un ballo in maschera, 1859.). Opere iz te faze postale su opsežnije i raznolikije i u njima se, odmakom od melodrame, miješaju žanrovska obilježja. Odabir teme ili mjesta radnje sve više utječe na karakter glazbe, npr. u slučaju egzotičnog ambijenta Aide, a određeni motivsko-tematski sklopovi dobivaju dramaturšku ulogu. Istodobno raste formalna raznolikost, ali i stupanj jedinstva u izgradnji prizora te udio orkestralne pratnje, kao i deklamacijskoga nasuprot pjevnom oblikovanju melodije. Osim što harmonijski jezik, orkestralni slog te dramaturška uloga motiva postaju još složeniji, za posljednje stvaralačko razdoblje (1871. – 1903.) značajna je suradnja s libretistom posljednjih dviju opera, Arrigom Boitom. Ona je uvelike utjecala na moderniju dramaturgiju i snažniji kontinuitet glazbenoga zbivanja u Otellu te na netipičan povratak tradiciji komične opere i ironično poigravanje s tradicijom, tj. oblicima instrumentalne glazbe u Falstaffu.  

### Privatni život
Verdi je imao dva sretna braka. Prva njegova supruga, Margherita Barezzi (1814. – 1840.) i njihovo dvoje djece umrli su u razmaku od dvije godine. Iako mu je bilo teško zbog gubitka, nije prestao skladati. Druga supruga bila je operna pjevačica, sopranistica Giuseppina Strepponi (1815. – 1897.). Nakon što mu je umrla druga supruga, bio je očajnički usamljen, provodeći većinu vremena u toplicama. Verdi je za života proživio nekoliko moždanih udara, a umro je 1901. godine od velikog moždanog udara u 88. godini.
Verdi nikad nije bio izričit o svojim vjerskim uvjerenjima. U ranim godinama je bio poznat kao protivnik klera, no ipak je dao sagraditi kapelu u Sant'Agati, ali malo je zabilježeno da je pohađao crkvu. Njegova druga supruga, Giuseppina Strepponi, napisala je 1871. godine: "Neću reći da je [Verdi] ateist, ali nije baš neki vjernik."

## Izjave suvremenika  o Verdiju
- Novinar Escudier: Krivo su mi opisali Verdijevu narav ocrtavajući ga kao čovjeka ledena karaktera, nekomunikativna i stalno udubljena u svoju umjetnost. Verdi me je primio vrlo srdačno, s puno gracioznosti, rekao bih one francuske, i mene i još neke koji su upali za vrijeme našeg razgovora.[5]
- Kipar Dupré: Njegovi neprijatelji govorahu da je kao artist bio vrlo vulgaran i rušitelj talijanskog belkanta, a kao čovjeka nazivali su ga čak medvjedom, punim bahatosti. Dupre kasnije navodi da to nje istina jer je imao priliku osobno upoznati Verdija i postati njegov prijatelj.[6]

## Djela

### Opere

#### Rani period
- Oberto, grof San Bonifacia (1839.)
- Jedan dan kraljevanja (1840.)
- Nabucco (1842.)
- Ernani (1844.)
- Dva Foscara (1844.)
- Ivana Orleanska (1845.)
- Alzira (1845.)
- Atila (1846.)
- Macbeth (1847.)
- Razbojnici (1847.)
- Jerusalem (1847.)
- Gusar (1848.)
- Bitka kod Legnana (1849.)

#### Srednji period
- Luisa Miller (1849.)
- Stiffelio (1850.)
- Rigoletto (1851.)
- Trubadur (1853.)
- Travijata (1853.)

#### Kasniji period
- Sicilijanske večernje (1855.)
- Simon Boccanegra (1857.)
- Aroldo (1857.)
- Krabuljni ples (1859.)
- Moć sudbine (1862.)
- Don Carlos (1867.)
- Aida (1871.)

#### Posljednja djela
- Otello (1887.)
- Falstaff (1893.)

## Vanjske poveznice

### Sestrinski projekti
|  | Zajednički poslužitelj ima još gradiva o temi Giuseppe Verdi |
|  | Wikicitati imaju zbirke citata o temi Giuseppe Verdi         |

### Mrežna mjesta
- LZMK / Proleksis enciklopedija: Verdi, Giuseppe